# Желяндинов, Виктор Савельевич
Виктор Савельевич Желяндинов (17 марта 1935, Люберцы — 24 июля 2021) — советский и украинский шахматист, международный мастер (1999); заслуженный тренер Украины. Большую часть жизни проживал во Львове.

## 
В составе сборной ВС СССР победитель Командного кубка СССР 1966 года; играя на 5-й доске, завоевал бронзовую медаль в индивидуальном зачёте. В 1964 году завоевал бронзовую медаль этого соревнования в команде (играл на 6-й доске).
Участник 35-го чемпионата СССР (1967) в г. Харькове (поделил 12-13 места с А. Н. Зайцевым). В составе сборной Белорусской ССР участник 11-го Первенства СССР между командами союзных республик (1969) в г. Грозном (команда заняла 7-е место). 
Победитель чемпионата Белорусской ССР 1970 года.
В составе сборной Львовского национального университета имени Ивана Франко бронзовый призёр командного чемпионата Украины 2004 года (играл на 1-й запасной доске).
Был тренером Анатолия Карпова, Василия Иванчука, Матеуша Бартеля, Александра Ипатова.

## Изменения рейтинга
| Графики недоступны из-за технических проблем. См. информацию на Фабрикаторе и на mediawiki.org. |